# Erik Andersson (Leichtathlet)
Erik Andersson (Erik Peter Andersson; * 26. Dezember 1921 in Mannheim; † 31. Juli 2002 in Geisenheim) war ein schwedischer Zehnkämpfer.
1948 wurde er Fünfter bei den Olympischen Spielen in London mit 6877 Punkten.
1946 und 1947 wurde er Schwedischer Meister. Seine persönliche Bestleistung von 7045 Punkten stellte er am 7. September 1947 in Stockholm auf.